# Symphonie no 1 de Landowski
Pour les articles homonymes, voir Symphonie no 1.
La Symphonie no 1 « Jean de la Peur » en trois mouvements est une œuvre de Marcel Landowski composée en 1949.
Cette symphonie fut créée par l'Orchestre des Concerts Pasdeloup sous la direction d'Albert Wolff, le 3 avril 1949. L'ouvrage porte en exergue une pensée de Luc Dietrich: « celui qui est si petit qu'il ne conçoit même pas la crainte restera à jamais dans la gaine de sa petitesse ». Jean de la Peur représente Saint-Jean. 
L'exécution de l'œuvre dure environ 21 minutes.

## Structure
1. Allegro moderato
Car elle naquit des mystères du monde la Peur qui se dressa et regarda Jean
2. Allegro scherzando
Et Jean pensa détruire la Peur en tuant les mystères
3. Adagio
Mais lentement une autre Peur se leva et cette Peur-là le regardait du dedans